# Tipula meijerella
Tipula meijerella är en tvåvingeart som beskrevs av Alexander 1966. Tipula meijerella ingår i släktet Tipula och familjen storharkrankar. Inga underarter finns listade i Catalogue of Life.